# Semaeopus masinissa
Semaeopus masinissa är en fjärilsart som beskrevs av William Schaus 1912. Semaeopus masinissa ingår i släktet Semaeopus och familjen mätare. Inga underarter finns listade i Catalogue of Life.